# Friedrich Wilhelm Otto Horstmann
Friedrich Wilhelm Otto Horstmann (Mannheim, 17 april 1847 - Rotterdam, 11 oktober 1893) was een Duits-Nederlandse reder en medeoprichter van de Nederlandse American Petroleum Company (APC).

## Biografie
Friedrich Wilhelm Otto Horstmann, beter bekend als Otto Horstmann, werd in 1847 geboren te Mannheim in Pruisen. In 1874 verhuisde hij naar Rotterdam waar hij op 1 januari 1875 het handelshuis Otto Horstmann & Co (met handel in petroleum) oprichtte.
Van 1875 tot aan zijn overlijden in 1893 was hij als lid van de financiele commissie verbonden aan de Hoogduitsche Opera in Rotterdam die uitvoeringen gaf in de grote Doelenzaal van de Stadsschouwburg aan de Coolsingel in Rotterdam.

### American Petroleum Company

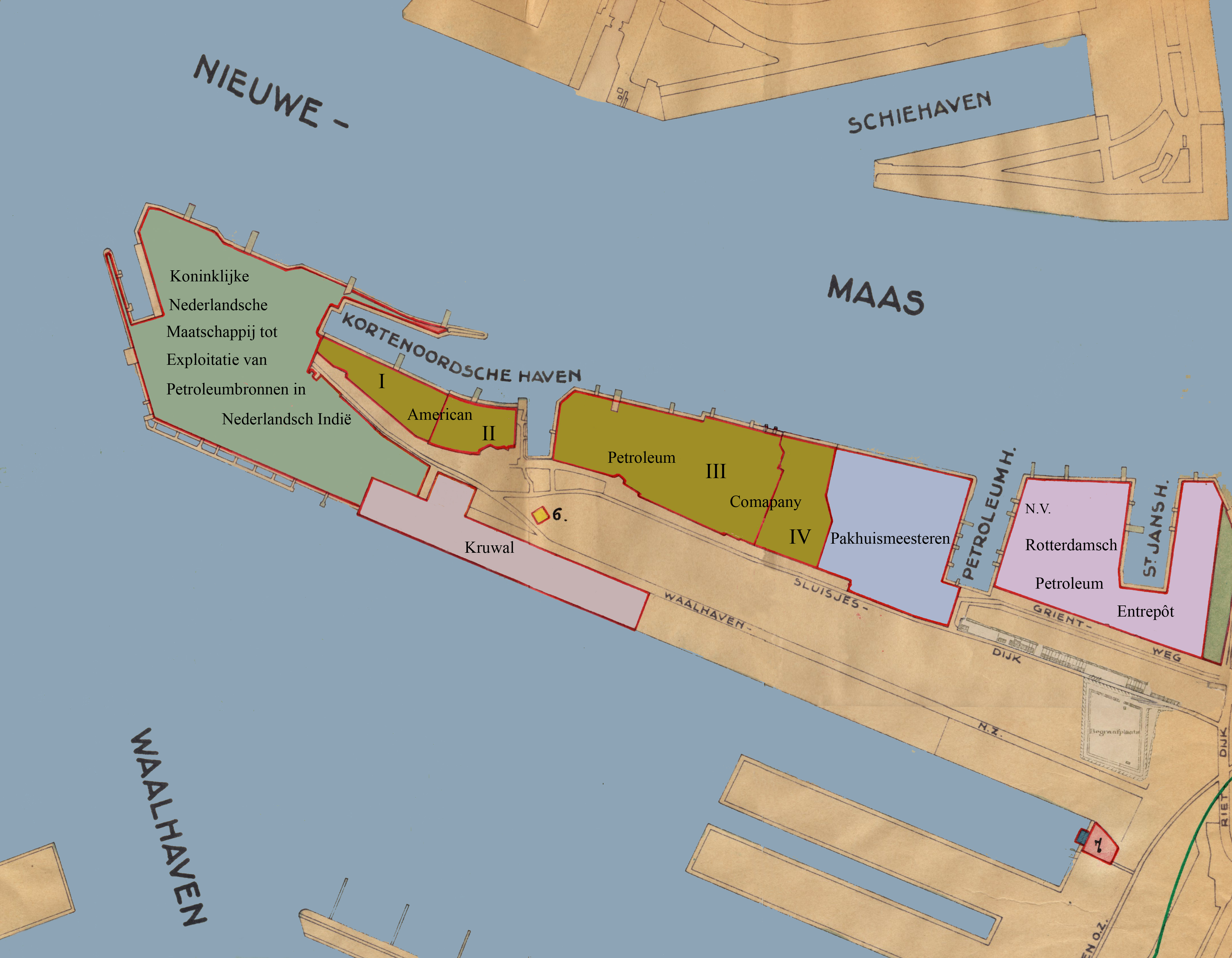
Sluisjesdijk

Op 1 april 1891 werd de NV American Petroleum Company in Rotterdam door de firma O. Horstmann & Co. uit Rotterdam (als importeur en distributeur in Nederland) en de Standard Oil Company of New Jersey opgericht, waarbij Standard Oil Company of New Jersey (als producent) een meerderheidsaandeel van 51% had in de APC. Bij oprichting van de APC werd van het tankopslagbedrijf Pakhuismeesteren aan de Sluisjesdijk 6 tanks met een capaciteit voor 900.000 vaten overgenomen.

### Westplein

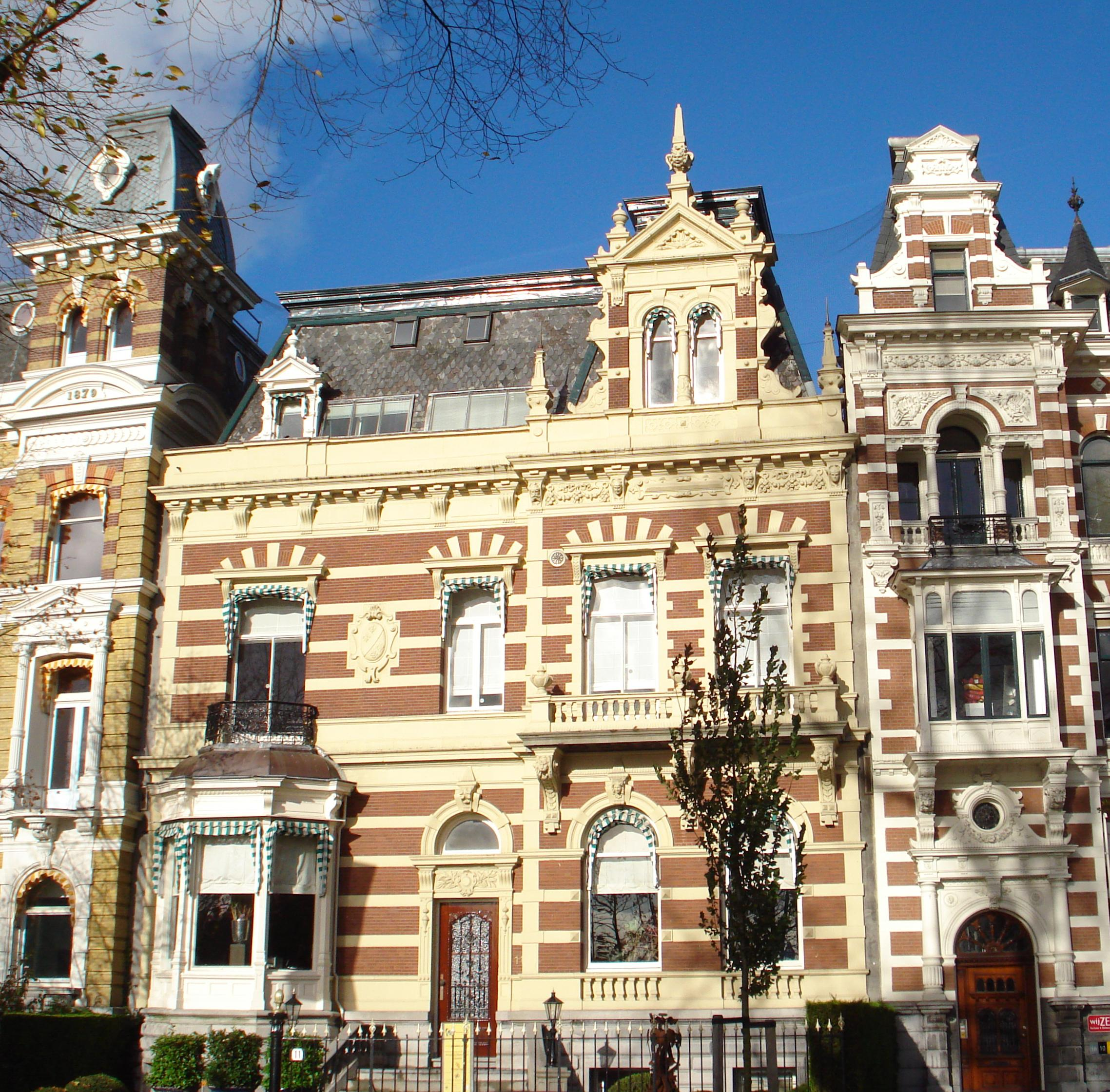
Westplein 11 v/h 9

In 1891 liet Horstmann door de architect Theo Kanters (1842-1897) aan het Westplein 9 in het Scheepvaartkwartier te Rotterdam een monumentaal herenhuis ontwerpen en bouwen.

## Familie
Otto Horstmann trouwde in Neuss in 1874 met Theodore Emilie Weise (Neuss am Rhein, 18 januari 1856-Rotterdam, 12 januari 1910), een dochter van Johann Conrad Friedrich Wilhelm Weise en van Charlotte Louise Christina Adolphine Vogler.
Kinderen uit dit huwelijk:
- Adolph Otto Horstmann (1875-1918), erfgenaam van Otto Horstmann & Co, mededirecteur van de N.V. Internationale Sleepdienst Maatschappij te Rotterdam. Trouwde op 16 juni 1905 in Frankfurt am Main met Anna Sophie Emilie Cnijrim.
  - Sigrid Emilie Charlotte Horstmann (1908-1932), zij trouwde in Rotterdam op 17 april 1928 met werktuigkundig ingenieur Daniel Theodorus Ruijs (1898-1983), een broer van Willem Ruijs.
  - Vera Millij Hannij Horstmann (1910-1934), ongehuwd overleden.
  - Yvonne Ellen Emmy Horstmann (1912-), zij trouwde in Wassenaar op 15 januari 1938 met het hoofd van de afdeling kinderziekten van het OLV Gasthuis in Amsterdam,  Gijsbertus Anne Fehmers (1909-1991)

- Friedrich Julius Eugen (Frits) Horstmann (1874-1929), erfgenaam van Otto Horstmann & Co, oprichter in 1920 van de NV Petroleum Industrie Maatschappij (PIM). Tot de doelstellingen van deze maatschappij behoorden o.a. de opslag van grondstoffen en producten, het transport en rederijbedrijf, alle verband houdende met de petroleumindustrie. Trouwde in Wassenaar op 29 april 1921 met Fernande Jeanne Mathilde Barbier de Maotchenee (1895-1948). Het schilderij Stilleven van de kunstenares Judith Leyster behoorde tot zijn kunstcollectie.
- Charlotte Emilie Horstmann (1878-1954), trouwde op 4 februari 1897 in Den Haag met en gescheiden in Den Haag op 13 juni 1924 van Abraham van Hoboken (1874-1957), heer van Hoedekenskerke, administrateur Zuid-Hollandse Jachtvereniging.
  - Theodora Emilie van Hoboken (1897-1956), kunstschilderes
  - Jacoba van Hoboken (1900-1962), trouwde in Blarikum op 8 mei 1941 met ds. Jacobus van de Guchte (1905-1992).
- August Carl Herbert Horstmann (1882-1945), trouwde op 11 oktober 1911 in Los Angeles met Catharina Pearl van Cott (1883-1941) een dochter van Waldemar Van Cott (1859-1940) en van Ella Catherine Quayle
  - Margaret Helen Horstmann (1912-1993), trouwde in Wassenaar op 4 april 1935 met Eelco Nicolaas van Kleffens (1894-1983).
  - Aileen Emilie Horstmann (1914-)
  - Herbert Otto Horstmann (1916-1997), trouwde met Henriette Maria Elisabeth Hermans (1914-1952) een dochter van Jan Hendrik Herman Hermans en van Maria Elisabeth Paggels.
    - Otto Patrick Horstmann (1948-1948)
    - Frits Wouter Horstman (1950-1950)
    - Otto Jochem Horstmann (1950-1950)
- Josephina Helena Auguste Horstmann (1885-1970), trouwde (1) op 23 november 1905 in Berlijn met Hans Wilhelm A. baron von Seldeneck (1878-1934), de oom van Marie Luise Kaschnitz (1901-1974). Zij trouwde (2) op 24 juni 1911 in Wassenaar met Walter Joachim Jochems (1878-1947) en woonde met hem op het landgoed Duindigt.
  - Herbert Jochems (1912-)
  - Meta Jochems (1916-1982), trouwde in Wassenaar op 19 september 1939 met Hendrik Adolph Burgerhout (1910-1992). Hij is een zoon van Hendrik Adolph Burgerhout (1886-1932) en van Pietertje Wijndina den Ouden (1886-1971).
- Martha Maria Elizabeth Horstmann (1890-).